# مقاطعة بولدر (كولورادو)
مقاطعة بولدر (بالإنجليزية: Boulder County)‏ هي إحدى مقاطعات ولاية كولورادو في الولايات المتحدة الأمريكية.

## أعلام
- نيكول فوكس